# Лі Тхан Тонг
Лі Тхан Тонг (в'єт. Lý Thần Tông; 1116 — 31 жовтня 1138) — 5-й імператор династії Пізні Лі в 1128—1138 роках.

## Життєпис
Син хау (на кшталт маркіза) Сунг Хієна, молодшого сина імператора Лі Тхань Тонга. Його матір'ю була пані Ду Тхі. Народився 1116 року, отримавши ім'я Зионг Хоан. 1117 року його стрийко Лі Нян Тонг, що не мав синів, всиновив Зионг Хоана, оголосивши того спадкоємцем трону.
У 1128 році після смерті Лі Нян Тонга успадкував владу в Дайв'єті, ставши імператором під ім'я Лі Тхан Тонг. Спочатку керував державою під наглядом вищих чиновників та імператриці Чан Ань (удови Лі Нян Тонга). Того ж року вдалося здобути перемоги над Чампою та Кхмерською державою, що розраховували позбутися залежності, скориставшись зміною правителів у Дайв'єті.
У 1129 році надав рідному батькові титул імператора на спокої, а рідній матері — титул імператриці-матері, що викликало невдоволення конфуціанців, оскільки протирічило встановленим правилам (після всиновлення матір'ю імператора вважалася Чан Ань, а батьком — Лі Нян Тонг). 1130 року видав наказ, що кожна донька мандарина повинна була спочатку пройти відбір до імператорського гарему, а лише потім отримувати право на шлюб зі свого стану.
До 1132 року повністю відновлено дипломатичні стосунки з сунським імператорським двором, що оговтався від поразки від чжурчженів. 1136 року Лі Тханн Тонг тяжко захворів, що вплинуло на подальшу діяльність. Зрештою 1138 року імператор помер. Йому спадкував другий син Лі Ань Тонг.

## Девізи правління
- 1128—1132 — Тхієн-тхуан в'єт. Thiên Thuận
- 1133—1138 — Тхієн-чионг баоти в'єт. Thiên Chương Bảo Tự